# Озинский район
Ози́нский райо́н — административно-территориальная единица (район) и муниципальное образование (муниципальный район) в Саратовской области России.
Административный центр — рабочий посёлок Озинки.

## География
Расположен на юго-востоке области, в сухостепной зоне в пределах Сыртовой равнины Общего Сырта. По территории района протекают небольшие реки бассейна Большого Иргиза: Большая Чалыкла, Камышлак, Солдатка. На автодороге «Энгельс—Уральск» и на железнодорожной станции в Озинках находятся таможенные посты на границе с Казахстаном. В южной части района протянулись Синие Горы (максимальная высота 227 м). На севере минимальная высота — в долине реки Камелик — 35 м.

## История
Район образован 23 июля 1928 года в составе Пугачёвского округа Нижне-Волжского края.
В округе было организовано 8 районов, в том числе и Озинский с районным центром — станция Озинки. В 1928 году Балашинскии волисполком был преобразован в Озинский райисполком. Здание райисполкома было деревянным, построено в Озинках в 1928 году из разобранного в селе Растяпино кулацкого дома. В 1932 году райисполком сгорел. В 1934 г. на этом месте было построено каменное здание. Первым председателем Озинского райисполкома был Я. В. Вдовухин.
В конце 1928 года в районе началась коллективизация крестьянских хозяйств, которая успешно завершилась к 1933 году. Создано было 22 совхоза, в том числе Озеро-Пушкинский на землях бывшего помещика Овчинникова и Бенардаки — бывшем поместье Мальцева. В это же время образован совхоз «Гигант» («Чалыклинский», «Маяк революции»). До совхозов были артели: имени В. И. Ленина, «Красный кооператор», «Красный партизан», «Путь Ленина», «Трудовик» и другие.
С 1934 года район в составе Саратовского края, с 1936 года — в Саратовской области.
В 30-е годы идёт активная индустрилизация вокруг станции Озинки. В 1940 году станции Озинки присваивают статус рабочего посёлка. Население района живёт в мазанках с плоской крышей из саманного кирпича с маленькими оконцами.
В 1941 г. в состав Зеленовского района Западно-Казахстанской области Казахской ССР были переданы Красно-Партизанский поселковый совет, Первосоветский и Таловский сельские советы.
В 1939 году открылась шахта по добыче горючего сланца. На месте вырос посёлок для работников рудника. Шахту закрыли в 1956 году, посёлок Сланцевый рудник остался.
В 1962 году был сформирован вертолётный полк, гарнизон расположился в бывшем посёлке Сланцевый рудник. Вертолётный полк на военном аэродроме Озинки, расположенном южнее. Аэродром был заброшен в 1998 году.
В 1954 году началось освоение целины. В Озинском районе распахиваются целинные и залежные земли, создаются новые совхозы.
В 1992 году в соответствии с проведённой реформой органов местного самоуправления вместо райисполкома создана администрация Озинского района.

## Население
| Годы      | 1939   | 1959   | 1970   | 1979   |
| --------- | ------ | ------ | ------ | ------ |
| Население | 18 013 | 22 508 | 26 761 | 26 087 |

| 1989    | 2002    | 2009    | 2010    | 2011    | 2012    |
| ------- | ------- | ------- | ------- | ------- | ------- |
| 26 355  | ↘23 568 | ↘22 403 | ↘19 147 | ↘19 098 | ↘18 705 |
| 2013    | 2014    | 2015    | 2016    | 2017    | 2018    |
| ↘18 380 | ↘18 222 | ↘18 017 | ↘17 775 | ↘17 401 | ↘16 976 |
| 2019    | 2020    | 2021    |         |         |         |
| ↘16 608 | ↘16 122 | ↘15 132 |         |         |         |

### Урбанизация
В городских условиях (рабочий посёлок Озинки) проживают  50,82 % населения района.

### Национальный состав
| №  | Национальность | 1939 год        | 2020 год        |
| -- | -------------- | --------------- | --------------- |
| 1  | Русские        | 12 762 (70,8 %) | 10 330 (68,9 %) |
| 2  | Казахи         | 1 979 (11 %)    | 2 537 (16,9 %)  |
| 3  | Курды          | -               | 1133 (7,5 %)    |
| 4  | Украинцы       | 1 844 (10,2 %)  | 121 (0,8%)      |
| 5  | Татары         | 346 (2 %)       | 253 (1,7%)      |
| 6  | Белорусы       | 22              | 40              |
| 7  | Башкиры        | 37              | 55              |
| 8  | Немцы          | 934 (5,2 %)     | -               |
| 9  | Другие         | 84              | 526             |
| 10 | Не указали     | 5               | 146             |
| 11 | Всего          | 18 013          | 15 132          |

## Муниципально-территориальное устройство
В Озинский муниципальный район входят 11 муниципальных образований, в том числе 1 городское поселение и 10 сельских поселений:
| №        | Муниципальное образование                    | Административный центр   | Количество населённых пунктов | Население | Площадь, км2 |
| -------- | -------------------------------------------- | ------------------------ | ----------------------------- | --------- | ------------ |
| 1e-06    | Городское поселение:                         |                          |                               |           |              |
| 1        | Озинское муниципальное образование           | рабочий посёлок Озинки   | 4                             | ↘8316     | 255,98       |
| 1.000002 | Сельские поселения:                          |                          |                               |           |              |
| 2        | Балашинское муниципальное образование        | село Балаши              | 3                             | ↘734      | 421,59       |
| 3        | Заволжское муниципальное образование         | посёлок Новозаволжский   | 4                             | ↘411      | 400,91       |
| 4        | Ленинское муниципальное образование          | село Старые Озинки       | 4                             | ↗839      | 305,55       |
| 5        | Липовское муниципальное образование          | посёлок Липовский        | 4                             | ↘594      | 469,61       |
| 6        | Озёрское муниципальное образование           | посёлок Синегорский      | 2                             | ↘690      | 399,98       |
| 7        | Первоцелинное муниципальное образование      | посёлок Первоцелинный    | 5                             | ↘613      | 579,50       |
| 8        | Пигарёвское муниципальное образование        | село Пигари              | 2                             | ↘498      | 329,70       |
| 9        | Сланцерудниковское муниципальное образование | посёлок Сланцевый Рудник | 1                             | ↘1099     | 3,30         |
| 10       | Урожайное муниципальное образование          | посёлок Белоглинный      | 4                             | ↘875      | 488,86       |
| 11       | Чалыклинское муниципальное образование       | посёлок Модин            | 4                             | ↘463      | 438,55       |

В рамках организации местного самоуправления в 2005 году в новообразованном муниципальном районе были созданы 1 городское и 10 сельских поселений.

## Населённые пункты
В Озинском районе 37 населённых пунктов.
| №  | Населённый пункт  | Тип                     | Население | Муниципальное образование |
| -- | ----------------- | ----------------------- | --------- | ------------------------- |
| 1  | Балаши            | село                    | ↘778      | Балашинское               |
| 2  | Белоглинный       | посёлок                 | ↘614      | Урожайное                 |
| 3  | Восточный         | хутор                   | ↘40       | Озёрское                  |
| 4  | Горный            | посёлок                 | ↘169      | Ленинское                 |
| 5  | Ивановский        | хутор                   | 22        | Первоцелинное             |
| 6  | Известковый Завод | посёлок                 | ↗58       | Озинское                  |
| 7  | Камышлак          | деревня                 | ↘35       | Балашинское               |
| 8  | Карепанов         | посёлок                 | ↘86       | Ленинское                 |
| 9  | Комсомольский     | хутор                   | ↘59       | Заволжское                |
| 10 | Кузнецовский      | посёлок                 | ↘39       | Первоцелинное             |
| 11 | Ленинский         | посёлок                 | ↘119      | Ленинское                 |
| 12 | Липовский         | посёлок                 | ↘688      | Липовское                 |
| 13 | Малаховка         | село                    | ↘0        | Урожайное                 |
| 14 | Маслов-Орешин     | село                    | ↘129      | Пигарёвское               |
| 15 | Меловое           | село                    | ↘21       | Урожайное                 |
| 16 | Миллерский        | хутор                   | ↘87       | Чалыклинское              |
| 17 | Модин             | посёлок                 | ↘618      | Чалыклинское              |
| 18 | Непряхин          | посёлок                 | ↘545      | Озинское                  |
| 19 | Новая Холманка    | хутор                   | 0         | Заволжское                |
| 20 | Новозаволжский    | посёлок                 | ↘568      | Заволжское                |
| 21 | Новочерниговка    | село                    | ↘448      | Первоцелинное             |
| 22 | Озинки            | рабочий посёлок         | ↘7690     | Озинское                  |
| 23 | Первоцелинный     | посёлок                 | ↘423      | Первоцелинное             |
| 24 | Петраки           | село                    | ↘46       | Первоцелинное             |
| 25 | Пигари            | село                    | ↘579      | Пигарёвское               |
| 26 | Самовольное       | село                    | ↘156      | Липовское                 |
| 27 | Светлое Озеро     | село                    | ↘197      | Липовское                 |
| 28 | Светлый Путь      | хутор                   | ↘0        | Чалыклинское              |
| 29 | Северный          | посёлок                 | ↘201      | Балашинское               |
| 30 | Синегорский       | посёлок                 | ↘775      | Озёрское                  |
| 31 | Сланцевый Рудник  | посёлок                 | ↘1099     | Сланцерудниковское        |
| 32 | Солянка           | село                    | ↘541      | Урожайное                 |
| 33 | Старые Озинки     | село                    | ↘552      | Ленинское                 |
| 34 | Столяры           | посёлок                 | ↘131      | Озинское                  |
| 35 | Тимонино          | хутор                   | 14        | Липовское                 |
| 36 | Холманка          | хутор                   | 32        | Заволжское                |
| 37 | Чалыкла           | железнодорожная станция | ↘0        | Чалыклинское              |

### Упразднённые населённые пункты
В 2016 году упразднён хутор Бармотино, входивший в Первоцелинное муниципальное образование.

## Экономика
В районе в настоящее время работает предприятие по добыче и обжигу извести, и элеватор.
Разведаны крупные запасы калийно-магнезиальных солей, горючих сланцев, а также природного газа.
Ведущая отрасль — сельское хозяйство. В районе огромные сельскохозяйственные угодья — 385 тысячи га.

## Достопримечательности
В районе встречаются интересные памятники археологии, которые входят в перечень объектов исторического и культурного наследия. У посёлка Непряхин находится уникальная палеолитическая стоянка, превосходящая по своим размерам древнейшие города Ближнего Востока.
Уникальность данной территории заключается в том, что при отсутствии явных следов жизнедеятельности древнего человека и при немногочисленном остеологическом (костном) материале млекопитающих, что в целом не характерно для стоянок, здесь, в пределах выхода кварцитовых песчаников, располагалась мастерская по изготовлению простейших каменных орудий людей позднего палеолита. Перечисленное позволяет рассматривать объект как древнейший «горнопромышленный» участок, а именно «рудник» по добыче кварцита. Предполагается, что кварцитовый песчаник и кварцит, распространённые в данном районе, использовались для изготовления изящных каменных орудий и в более позднее время, в неолите. Широкое распространение этих каменных изделий по территории Левобережного Поволжья позволяет проследить пути расселения древних людей в этом регионе.
Особо охраняемые объекты: геологический разрез с приуроченными к верхней его части каменными орудиями древнего человека и костными остатками млекопитающих.
Памятник археологии близ Озинок указом Президента РФ от 25 февраля 1995 г. введен в «Перечень объектов» исторического и культурного наследия.
Степи у с. Меловое. Степные участки у села Меловое расположены на Западных отрогах возвышенности Общий Сырт. Рельеф включает плоскую слабонаклонную водораздельную поверхность, пологие слабо выпуклые склоны различной крутизны и экспозиции, рассечённые балками. Сложность рельефа, особенности подстилающих пород и положение на границе государств предопределили сохранность участка целинной кальцефильной степи. Памятник представляет собой целинную степь на меловых отложениях с чрезвычайно высоким уровнем биоразнообразия, включая популяции факультативных и облигатных кальиефилов. редких для флоры Саратовского Заволжья. Отметим растения, занесённые в Красную книгу Саратовской области: василек русский, василек казахский, полынь солянковидная, левкой душистый, анабазис меловой, клоповник Мейера, качим волжский, гвоздика жесткая, курчавка отогнутая, вьюнок линейчатый, тимьян губерлинский, льнянка меловая, пупавка Корнух-Троцкого. Благоприятные экологические условия определяют богатство фауны птиц. На территории памятника природы весьма многочисленны полевой, белокрылый и степной жаворонки, с высокой плотностью гнездятся стрепет, перепел и обыкновенная пустельга, известны примеры размножения могильника, кобчика, степного и лугового луней, степного орла, курганника и филина.
Памятник природы имеет исключительное значение для сохранения ландшафтного и биологического разнообразия.
 Особо охраняемые объекты: природный комплекс степи, популяции кальцефильной флоры.
Режим охраны.
Запрещена распашка земель, выпас скота и организация скотопрогона, прокладка коммуникаций, несанкционированная добыча полезных ископаемых, устройство свалок и замусоривание территории, проезд вне существующих полевых дорог; кроме специальной техники, иные виды хозяйственной деятельности и природопользования, препятствующие сохранению, восстановлению и воспроизводству природных комплексов и их компонентов.

## Известные уроженцы
- Волков Николай Львович (1905—?) — советский военачальник, полковник.
- Масленников Иван Иванович (1900—1954) — советский военачальник, генерал армии, Герой Советского Союза.
- Пучков Григорий Сергеевич (1909—1945) — полный кавалер ордена Славы, родился в деревне Балаши[28].